# 傅秉耀
傅秉耀（1940年—2022年5月31日），中国人民解放军将领、中国人民解放军中将，黑龙江巴彦人。 
傅秉耀1959年2月參加中國人民解放軍，曾任中国人民解放军第39集团军116師347團團長及副參謀長。1985年8月到1990年6月擔任军长。1988年9月被授予少將軍銜，1994年7月授予中国人民解放军中将。1990年6月，即六四事件發生之後一年，出任新疆軍區副司令員。1992年10月，出任兰州军区副司令员兼成都军区副司令员。 1997年3月，離任蘭州軍區副司令員，但成都軍區副司令員依然留任，直到2003年12月。之後轉任中國全國政協委員（第十屆），至2008年3 月為止。